# سد هونگشی
سد هونگشی (به لاتین: Hongshi Dam) یک سد وزنی و نیروگاه برقابی در چین است که در Huadian, Jilin واقع شده‌است.